# کبدی در بازی‌های آسیایی ۲۰۱۸
کبدی یکی از ورزش‌های بازی‌های آسیایی ۲۰۱۸ است که از ۱۹ تا ۲۳ اوت ۲۰۱۸ برگزار شده است.
این مسابقات در دو بخش مردان و زنان در جاکارتا کنوانسیون سنتر، جاکارتا، اندونزی انجام شده است.

## مدال‌ها
| رویداد | طلا   | نقره      | برنز      |
| ------ | ----- | --------- | --------- |
| مردان  | ایران | کره جنوبی | هند       |
| مردان  | ایران | کره جنوبی | پاکستان   |
| زنان   | ایران | هند       | تایلند    |
| زنان   | ایران | هند       | چین تایپه |

## جدول نشانها
| رتبه  | کشور      | طلا | نقره | برنز | مجموع |
| ۱     | ایران     | ۲   | ۰    | ۰    | ۲     |
| ۲     | هند       | ۰   | ۱    | ۱    | ۲     |
| ۳     | کره جنوبی | ۰   | ۱    | ۰    | ۱     |
| ۴     | چین تایپه | ۰   | ۰    | ۱    | ۱     |
| ۴     | پاکستان   | ۰   | ۰    | ۱    | ۱     |
| ۴     | تایلند    | ۰   | ۰    | ۱    | ۱     |
| مجموع | مجموع     | ۲   | ۲    | ۴    | ۸     |

## کشورهای شرکت کننده
- بنگلادش
- هند
- اندونزی
- ایران
- عراق
- ژاپن
- مالزی
- نپال
- پاکستان
- کره جنوبی
- سری‌لانکا
- تایلند
- چین تایپه